# Ciclón Gael (2009)
El ciclón tropical intenso Gael (designación JTWC: 13S) fue el octavo disturbio tropical, séptima con nombre, y el segundo ciclón tropical intenso de la temporada de ciclones en el suroeste del Índico de 2008-2009.

## Historia meteorológica

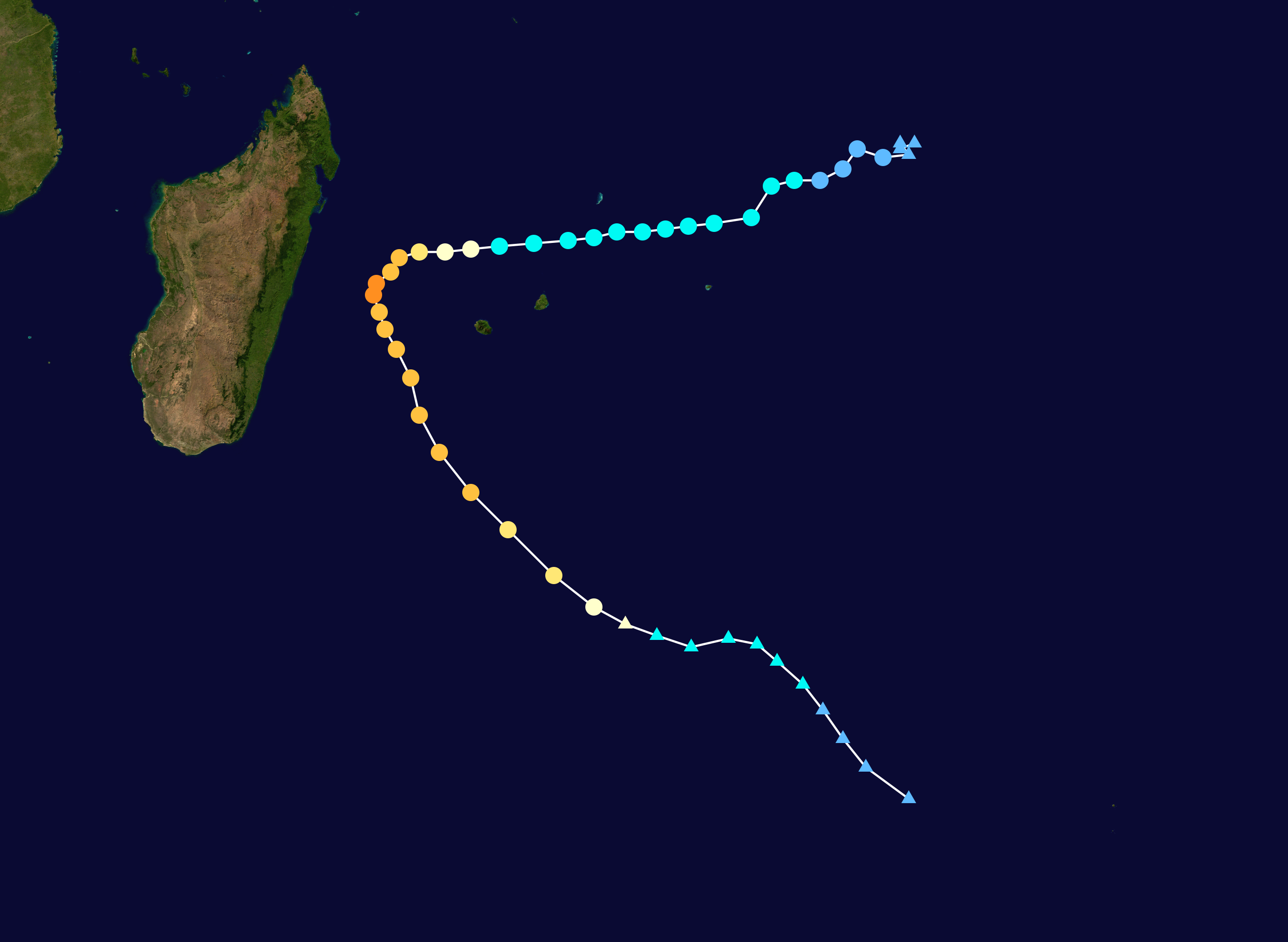
Recorrido del ciclón Gael.

En la mañana del 1 de febrero de 2009, tanto el  Centro Conjunto de Advertencia de Tifones (JTWC) y el Centro Meteorológico Regional Especializado empezó a monitorear un área de baja presión que se localizaba a 1,650 kilómetros (1,025 miles) al noreste de la isla la Reunión. La JTWC reportó que el área de baja presión estaba acompañada con una convención atmosférica desorganizada y tenía una organización muy pobre. A pesar de esto, la baja se intensificó en una efusión que se había formado en el extremo sur del sistema por lo que ayudó a desarrollarla como tormenta. Más tarde ese mismo día, la RSMC La Reunión designó el sistema como "Zona de Clima de Disturbio 08-20082009". En la mañana del siguiente día la RSMC La Reunión, reportó que la Zona de Clima de Disturbio se había vuelto más organizada a pesar de estar influenciada por una cizalladura moderada vertical, por lo que el sistema pasó a ser el disturbio tropical 08. Una hora después, la JTWC reportó que tenía consolidado un centro de circulación de bajo nivel con bandas convectivas sobre la parte occidental. Se esperaba que la efusión desarrollándose ya que había un anticiclón cerca del centro del disturbio, sin embargo debido a la cizalladura vertical que continuaba limitando el desarrollo del disturbio.
Más tarde ese día, la JTWC reportó que el bajo nivel de circulación del ojo del disturbio se había consolidado suficientemente asociada con una profunda convención esquilada moderada. También informaron de que la cizalladura vertical del viento se había relajado permitiendo que la convección fuese más organizada y más simétrica alrededor del centro de bajo nivel de circulación, por lo que la JTWC designó el disturbio como Ciclón 13S. En la mañana del siguiente día, la  RSMC La Reunión estimaban que los vientos del disturbio alcanzaran una intensidad moderada, pero como el sistema seguía estando esquilada fue clasificada como una depresión tropical el 2 de febrero. En la mañana del 3 de febrero, la depresión produjo una convección suficiente para ser clasificada como una tormenta tropical, y se le dio el nombre de Gael por el centro subregional de aviso de ciclones de Mauricio. La parte suroeste de la tormenta se mantuvo expuesta debido a la cizalladura del viento, pero la salida de la parte norte se mantuvo bien definida. El bajo nivel de circulación del centro de la tormenta estuvo más expuesta, poco después de ser nombrada ya que la convección había disminuido cerca del centro.
En la mañana del 4 de febrero, la convección se desarrolló debido a que la cizalladura se debilitó. Con condiciones favorables, Météo-France predijo que la tormenta se intensificaría en un ciclón tropical en las siguientes 72 horas. En la mañana del 5 de febrero, Météo-France clasificó Gael como una tormenta tropical severa ya que los vientos habían incrementado a 95 km/h (60 mph vientos de 10 minutos). Después de que se formó el ojo, Gael ganó fuerza en un ciclón tropical. A las 0600 UTC, la tormenta se intensificó en un ciclón tropical intenso, la segunda de la temporada, con vientos alcanzando los 160 km/h (105 mph vientos de 10 mintuso).

## Preparación e impacto
El 3 de febrero, Metéo-France emitió una alerta de pre ciclón (alerta amarilla) para las islas cerca de la Reunión. El siguiente día, los Servicios Meteorológicos de Mauricio emitieron su Advertencia Ciclónica Clase II a medida que Gael se acercaba al noreste de la isla. Dos fatalidades ocurrieron en la Reunión como resultado de la fuerte lluvia producida por Gael. Un motociclista se lo llevó la corriente al tratar de cruzar una carretera sumergida. La otra muerte ocurrió cuando un hombre, que según se reportó estaba ebrio, quiso nadar la carretera inundada, por lo que la corriente se lo llevó y se ahogó.
Oficiales en Madagascar avisaron al público sobre la posibilidad de torrenciales, deslizamientos, y daños significantes a propiedades a causa de Gael.